# Estanislao León Bazán
Estanislao León Bazán (1842-Santiago, 25 de diciembre de 1911), fue un militar chileno, coronel del Ejército de Chile, que participó en la Tacna y Arica, durante la Guerra del Pacífico, entre otros conflictos.

## Biografía
Fue hijo del también militar Benedicto León y de su esposa Josefa de Vega-Bazán Martinez. Ingresó a la Escuela Militar en 1857, obteniendo el título de subteniente en marzo de 1859, tras lo cual participó en la Batalla de Cerro Grande, principal batalla de la Revolución de 1859, bajo las órdenes del general Juan Vidaurre-Leal.
Durante la Guerra del Pacífico fue segundo jefe del Regimiento Santiago 5.º de Línea en la Batalla de Los Ángeles, para luego estar a cargo de dicho regimiento en la batalla de Tacna, donde fue herido gravemente en ambos brazos, teniendo que ser amputado su brazo derecho luego de la batalla.
Murió en Santiago el 25 de diciembre de 1911 a la edad de 69 años, producto de una enfermedad coronaria.

### Familia
Contrajo matrimonio en Concepción en 1866 con Matilde del Río y del Pozo. Uno de sus hijos, Arturo León del Río, fue jefe de los regimientos Granaderos y Cazadores, y edecán del presidente Juan Luis Sanfuentes.